# Rotunda v Brně-Štýřicích
Rotunda v Brně-Štýřicích je zaniklá rotunda neznámého zasvěcení, která stála jihozápadně od pozdějšího kostela svatého Leopolda v ulici Vídeňské, na pravém břehu Svratky na jižním předhradí raně středověkého brněnského hradu. Byla objevena při archeologickém výzkumu v letech 2012–2013 před výstavbou bytového domu. Tento archeologický nález je chráněn jako nemovitá kulturní památka České republiky.

## Historie
Rotunda vznikla kolem poloviny 11. století. K jejímu zániku došlo pravděpodobně ještě před koncem 12. století; ve 2. polovině 13. století již stál na jejím místě obytný dům kůlové konstrukce.

## Popis

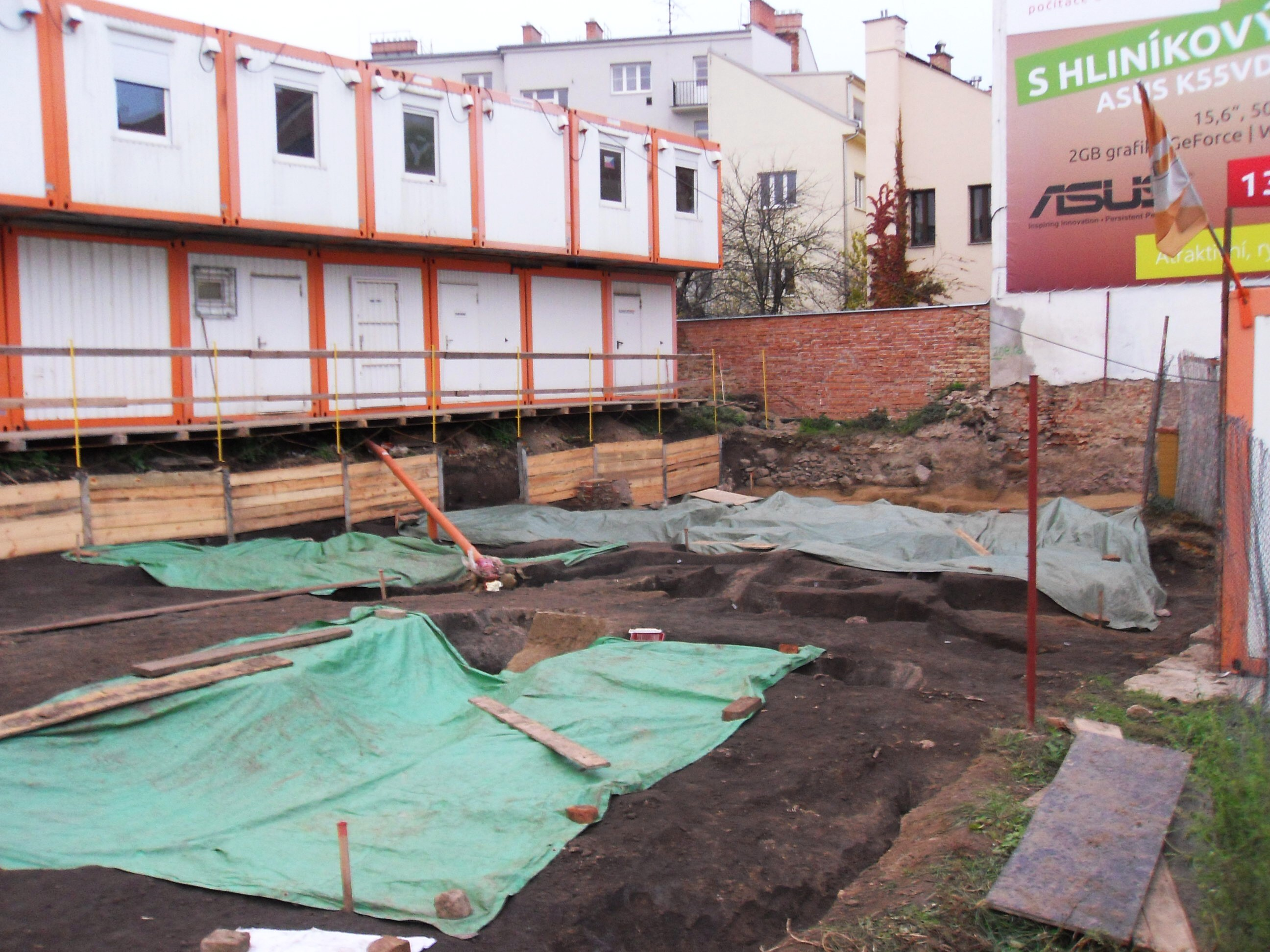
Plocha archeologického výzkumu ve Vídeňské ulici v roce 2012, v pozadí pod plachtou pozůstatky rotundy

Podle dochovaného zdiva navazovala na kruhovou loď rotundy na severovýchodní straně apsida, podkovovité či polookrouhlé kněžiště. Její vnitřní průměr byl 6 metrů, kamenné základové zdivo mělo mocnost okolo 0,9 metru; toto zdivo bylo založeno do starších kulturních souvrství a objektů pravěkého stáří. Na rotundu navazovalo rozsáhlé kostrové pohřebiště z 11. a 12. století a hrazené sídliště, ve kterém byly nalezena výrobní zařízení, pece, skladovací jámy a další.
Dochované části základů rotundy jsou viditelné pod prosklenou podlahou vinotéky v bytovém domě Vídeňská 1018/18–18a.